# Calymmaria carmel
Calymmaria carmel är en spindelart som beskrevs av Ernst Heiss och Draney 2004. Calymmaria carmel ingår i släktet Calymmaria och familjen panflöjtsspindlar. Inga underarter finns listade.